# Spider-Man: No Way Home
Spider-Man: No Way Home (titulada Spider-Man: Sin camino a casa en Hispanoamérica) es una película estadounidense de superhéroes basada en el personaje Spider-Man, de Marvel Comics, coproducida por Columbia Pictures y Marvel Studios, y distribuida por Sony Pictures Releasing. Es la secuela de Spider-Man: Homecoming (2017) y Spider-Man: Lejos de casa (2019), y la película número 27 en el Universo cinematográfico de Marvel (UCM). La película está dirigida por Jon Watts, escrita por Chris McKenna y Erik Sommers, y protagonizada por Tom Holland como Peter Parker / Spider-Man, junto a un elenco conformado por Zendaya, Benedict Cumberbatch, Jacob Batalon, Jon Favreau, Jamie Foxx, Willem Dafoe, Alfred Molina, Benedict Wong, Tony Revolori, Marisa Tomei, Andrew Garfield y Tobey Maguire. En la película, Peter Parker le pide al Dr. Stephen Strange (Cumberbatch) que lo ayude a hacer de su identidad como Spider-Man un secreto después de que esto fue revelado al mundo por Mysterio al final de Far From Home. Cuando el hechizo sale mal debido a las acciones arriesgadas de Parker, el multiverso se abre y visitantes villanos de realidades alternativas son llevados al universo de Parker.
Se planeó una tercera película del Spider-Man del MCU durante la producción de Homecoming en 2017. Las negociaciones entre Sony y Marvel Studios para modificar su acuerdo—en el que producen las películas de Spider-Man juntos—terminó con Marvel Studios abandonando el proyecto en agosto de 2019, pero una reacción negativa de los fanáticos llevó a un nuevo acuerdo entre las compañías un mes después. Watts, McKenna, Sommers y Holland regresarían y el rodaje se llevó a cabo de octubre de 2020 a marzo de 2021 en la ciudad de Nueva York y Atlanta. No Way Home sirve como un crossover entre el MCU y las películas de Spider-Man anteriores dirigidas por Sam Raimi y Marc Webb. Varios actores repiten sus papeles de esas películas, incluidos los actores anteriores de Spider-Man, Maguire y Garfield. La participación del par fue objeto de amplia especulación y numerosas filtraciones a pesar de los esfuerzos de Sony, Marvel y el elenco por ocultar sus apariciones hasta el estreno de la película.
Spider-Man: No Way Home tuvo su estreno en el Fox Village Theatre en Hollywood, Los Ángeles, el 13 de diciembre de 2021 y se estrenó en Estados Unidos, el 17 de diciembre de 2021, como parte de la Fase Cuatro del UCM. La película recibió críticas positivas de los críticos y recaudó más de 1.952 mil millones USD en todo el mundo, superando a su predecesora como la película más taquillera estrenada por Sony Pictures. Se convirtió en la película más taquillera de 2021, la sexta película más taquillera de todos los tiempos y la película de Spider-Man más taquillera y estableció varios otros récords de taquilla, incluidos los de películas estrenadas durante la pandemia de COVID-19. La película recibió numerosos premios y nominaciones, incluida una nominación a Mejores Efectos Visuales en la 94.ª edición de los Premios Óscar. Una versión extendida de la película, subtitulada The More Fun Stuff Version, se estrenó en cines a nivel mundial en septiembre de 2022. Está previsto que una secuela se estrene en julio de 2026.

## Argumento
Después de que Quentin Beck (Jake Gyllenhaal) incrimine a Peter Parker (Tom Holland) por su asesinato y revela que Peter es Spider-Man, el Departamento de Control de Daños interroga a Peter; a su novia Michelle "MJ" Jones-Watson (Zendaya), a su mejor amigo Ned Leeds (Jacob Batalon) y a su tía May Parker (Marisa Tomei). El abogado Matt Murdock (Charlie Cox) consigue que se retiren los cargos de Peter, pero el grupo lidia con la publicidad negativa. Después de que las solicitudes del MIT de Peter, MJ y Ned son rechazadas, Peter va al Sanctum de Nueva York para pedirle ayuda al Dr. Stephen Strange (Benedict Cumberbatch). Strange comienza a lanzar un hechizo que hará que todos olviden que Peter es Spider-Man, pero cuando Peter solicita repetidamente modificaciones para permitir que sus seres queridos conserven sus recuerdos el hechizo se corrompe. Sin embargo, Strange logra contener el hechizo corrupto.
A sugerencia de Strange, Peter intenta convencer a una administradora del MIT para que reconsidere las solicitudes de MJ y Ned. Sin embargo, él es atacado por Otto Octavius (Alfred Molina), quién arranca la nanotecnología del traje «Iron Spider» de Peter. Este se conecta a los tentáculos mecánicos de Octavius y le permite a Peter tomar el control de ellos. Cuando Norman Osborn (Willem Dafoe) llega y ataca, Strange teletransporta a Peter de regreso al Sanctum y encierra a Octavius en una celda junto a Curt Connors (Rhys Ifans). Strange explica que antes de que pudiera contenerlo, el hechizo corrupto convocó a personas de otros universos dentro del multiverso que conocen la identidad de Spider-Man y los teletransporto hasta este universo. Strange le ordena a Peter, MJ y Ned que encuentren y capturen a los otros; ellos localizan y recuperan a Max Dillon (Jamie Foxx) y Flint Marko (Thomas Haden Church) en un centro de investigación militar.
Osborn recupera el control de sí mismo de su personalidad dividida del Duende Verde. Recibe ayuda de May hasta que Peter lo recupera. Mientras discuten sus batallas con Spider-Man, Osborn, Octavius y Dillon se dan cuenta de que fueron sacados de sus universos justo antes de morir. Strange se prepara para revertir el hechizo contenido y enviar a los villanos de vuelta a sus respectivos universos, pero Peter sostiene que primero deberían ayudar a cada villano para posiblemente cambiar su destino a su regreso. Peter roba el hechizo, atrapa a Strange en la Dimensión Espejo, y lleva a los villanos al departamento de Happy Hogan (Jon Favreau). Él usa la tecnología de Industrias Stark para curar a Octavius. Antes de que Peter pueda curar a alguien más, su sentido arácnido se activa y se da cuenta de que la personalidad del Duende Verde ha retomado el control sobre Osborn. El Duende convence a los otros villanos de traicionar a Peter y hiere fatalmente a May mientras Dillon, Marko y Connors escapan. Antes de morir, May le dice a Peter que "un gran poder conlleva una gran responsabilidad".
Ned descubre que puede crear portales usando el anillo de honda de Strange, que él y MJ usan para tratar de localizar a Peter. En cambio, encuentran versiones alternativas de Peter de los universos de los villanos que también fueron convocados por el hechizo de Strange y que son apodados "Peter-Dos" (Tobey Maguire) y "Peter-Tres" (Andrew Garfield). El grupo encuentra al Peter de este universo, apodado "Peter-Uno", quien está de luto por May y listo para enviar a los villanos a casa a morir. Los Peter alternativos comparten historias de pérdida de seres queridos y alientan a Peter-Uno a luchar en honor a May. Los tres Peter desarrollan curas para los villanos, y atraen a Dillon, Marko y Connors a la Estatua de la Libertad. Peter-Uno y Peter-Dos curan a Connors y Marko mientras Octavius llega para ayudar a curar a Dillon, y Ned libera a Strange de la Dimensión Espejo con un portal. El Duende Verde aparece y desata el hechizo contenido, que rompe las barreras entre los universos, atrayendo a muchos otros. Strange intenta detenerlos mientras Peter-Uno enfurecido intenta matar al Duende Verde, pero Peter-Dos lo detiene. Peter-Tres ayuda a Peter-Uno a inyectar al Duende Verde su cura, restaurando la cordura de Osborn.
Peter-Uno se da cuenta de que la única forma de proteger el multiverso es borrar a Peter Parker de la memoria de todos y le pide a Strange que lo haga, mientras les promete a MJ y Ned que los encontrará y les recordará quién es él. Strange lanza el hechizo a regañadientes y todos regresan a sus respectivos universos—incluidos Eddie Brock y el simbionte Venom (Tom Hardy) (durante la escena poscréditos) sin embargo, sin que ninguno se de cuenta se queda atrás una pieza del simbionte. Dos semanas después, Peter visita a MJ para volver a presentarse ante ella y Ned, pero decide no hacerlo por el momento. Mientras está de luto ante la tumba de May, tiene una conversación con Hogan y se inspira para continuar, haciendo un nuevo traje de Spider-Man y reanudando su vigilancia en la ciudad de Nueva York.

## Reparto
- Tom Holland como Peter Parker / Spider-Man:
Un adolescente y Vengador que recibió habilidades similares a las de una araña tras ser mordido por una araña radiactiva.[5] La película explora las consecuencias de la escena poscréditos de Spider-Man: Lejos de casa (2019), en la que se expone la identidad de Parker como Spider-Man,[6] y Parker es más pesimista en contraste con las películas anteriores del Universo cinematográfico de Marvel (UCM). Holland dijo que Parker se siente derrotado e inseguro, y estaba emocionado de explorar el lado más oscuro del personaje.[7] La adaptación para volver a interpretar a Parker, incluyendo el aumento de su tono de voz y la vuelta a la mentalidad de un «adolescente ingenuo y encantador» fue extraña para Holland después de haber asumido papeles más maduros como en Cherry (2021).[8]
- Zendaya como Michelle «MJ» Jones-Watson:
Novia y compañera de clase de Peter Parker.[9][10] El nombre completo del personaje se revela en la película, habiendo sido previamente conocida como Michelle o MJ, acercándola a la contraparte de los cómics de Mary Jane Watson.[10]
- Benedict Cumberbatch como Dr. Stephen Strange:
Un neurocirujano que se convirtió en Maestro de las Artes Místicas después de un accidente automovilístico que puso fin a su carrera.[11][12] Holland sintió que Strange no era un mentor de Parker, sino que los vio como «colegas» y notó que su relación se rompía a lo largo de la película.[13] Cumberbatch sintió que había «una relación cercana» entre Strange y Parker porque ambos son «superhéroes del vecindario» que tienen una historia compartida.[14] El coguionista Chris McKenna llamó a Strange la voz de la razón en la película.[15]
- Jacob Batalon como Ned Leeds: El mejor amigo de Peter Parker.[10][16] Batalon perdió 46 kg para su papel en esta película.[17]
- Jon Favreau como Harold «Happy» Hogan: El jefe de seguridad de Stark Industries y ex conductor y guardaespaldas de Tony Stark que cuida de Parker.[18]
- Jamie Foxx como Max Dillon / Electro:
Un ingeniero eléctrico de Oscorp de una realidad alternativa que obtuvo poderes eléctricos después de un accidente que involucró anguilas eléctricas modificadas genéticamente. Foxx repite su papel de The Amazing Spider-Man 2 (2014) de Sony.[16][19] El personaje fue rediseñado para No Way Home, renunciando a su diseño azul original basado en Ultimate Marvel a favor de uno amarillo similar a su apariencia de los cómics.[20]
- Willem Dafoe como Norman Osborn / Duende Verde:
Un científico y director ejecutivo de Oscorp de una realidad alternativa que prueba un potenciador de fuerza inestable en sí mismo y desarrolla una personalidad alternativa enloquecida, utilizando armaduras y equipos avanzados de Oscorp. Dafoe repite su papel de la trilogía de Spider-Man de Sam Raimi.[18][21] Dafoe sintió que el personaje estaba «más abajo en la línea» con «algunos trucos más bajo la manga» en comparación con su interpretación en Spider-Man (2002). El personaje también obtiene mejoras en su disfraz para que se pareciera más a su contraparte de los cómics.[22]
- Alfred Molina como Otto Octavius / Doctor Octopus:
Un científico de una realidad alternativa unido a su arnés que tiene cuatro tentáculos mecánicos con inteligencia artificial. Molina retoma su papel de Spider-Man 2 (2004) de Sony,[23] y esta aparición continúa desde la historia del personaje y su presunta muerte en esa película. Molina se sorprendió con este enfoque porque había envejecido en los años desde que hizo esa película y ya no tenía la misma fisicalidad; se utilizó rejuvenecimiento digital para hacer que Molina apareciera como en Spider-Man 2.[24] Los tentáculos mecánicos fueron creados a través de CGI, en lugar de títeres como en Spider-Man 2.[25]
- Benedict Wong como Wong: Mentor y amigo de Strange, quien se convirtió en el nuevo Hechicero Supremo durante la ausencia de Strange en el Blip.[18]
- Tony Revolori como Eugene «Flash» Thompson: Compañero y antiguo rival de Parker.[26]
- Marisa Tomei como May Parker:
Tía de Peter Parker.[27] Mientras desarrollaban la historia, los escritores se dieron cuenta de que May desempeñaría un papel similar al del tío Ben en otras encarnaciones de Spider-Man. Como tal, May dice una versión de la frase temática y frecuentemente citada «un gran poder conlleva una gran responsabilidad», ya que ella ha sido la guía moral de Parker en el UCM.[28]
- Andrew Garfield como Peter Parker / Spider-Man:
Una versión alternativa de Peter Parker, que sufre por no haber podido salvar a su novia, Gwen Stacy.[29][28] Garfield repite su papel de las películas de The Amazing Spider-Man de Marc Webb.[30][31] Los otros Spider-Man se refieren a él como «Peter 3»,[32] mientras que Marvel.com lo nombró «Amazing Spider-Man» (en español: «Sorprendente Hombre-Araña»).[33] Garfield adoptó su papel de hermano mediano del grupo y estaba interesado en explorar la idea de un Parker torturado después de los eventos de The Amazing Spider-Man 2, incluida la forma en que las lecciones de esos eventos podrían transmitirse al personaje de Holland.[28] Estaba agradecido por la oportunidad de «atar algunos cabos sueltos» para su encarnación de Parker, y describió trabajar con Holland y Maguire como una oportunidad para tener «conversaciones más profundas... sobre nuestras experiencias con el personaje».[34] Parker termina salvando a MJ durante el clímax de una manera similar a cómo no logra salvar a Stacy en The Amazing Spider-Man 2; McKenna y el coguionista Erik Sommers acreditaron al director Jon Watts por tener la idea mientras veían un carrete de previsualización que mostraba ideas para la batalla culminante.
- Tobey Maguire como Peter Parker / Spider-Man:
Una versión alternativa de Parker que utiliza telarañas orgánicas en lugar de disparadores como sus contrapartes alternativas.[35] Maguire repite su papel de la trilogía de Spider-Man de Sam Raimi.[30][31] Los otros Spider-Man se refieren a él como «Peter 2»,[32] mientras que Marvel.com lo nombró «Friendly Neighborhood Spider-Man» (en español: «Amigable vecino Spider-Man»).[33] Maguire quería revelar detalles mínimos sobre lo que le sucedió a su personaje después de los eventos de Spider-Man 3.[28]

Rhys Ifans repite su papel como Curt Connors / Lagarto, un científico de una realidad alternativa que intentó diseñar un suero de regeneración para ayudar a regenerar las extremidades y el tejido humano, pero se transformó en un gran monstruo reptil, el cual aparece como villano en The Amazing Spider-Man (2012) de Webb, mientras Thomas Haden Church repite su papel de Flint Marko / Hombre de Arena, un ladrón de poca monta de una realidad alternativa que recibió habilidades similares a la arena después de un accidente, el cual aparece en Spider-Man 3 (2007) de Raimi. Tanto Ifans como Church volvieron a poner voz a los personajes, aunque las imágenes al final de la película, cuando vuelven a sus formas humanas, eran imágenes de archivo de The Amazing Spider-Man y Spider-Man 3, respectivamente. Watts actuó como suplente para Church en el set proporcionando una referencia de captura de movimiento al doble de acrobacias que reemplazó físicamente a Church en el rol. Charlie Cox repite su papel como Matt Murdock, un abogado ciego con sentidos sobrehumanos de las series producidas por Marvel Television, mientras Tom Hardy aparece en un cameo sin acreditar en la escena de los créditos intermedios como Eddie Brock / Venom del Universo Spider-Man de Sony.
Repitiendo sus papeles de películas anteriores del UCM aparecen Angourie Rice como Betty Brant, compañera de clase de Parker y exnovia de Ned; Hannibal Buress como el Entrenador Wilson, profesor de gimnasia de la Midtown School of Science and Technology; Martin Starr como Roger Harrington, profesor de decatlón académico de Parker; J. B. Smoove como Julius Dell, profesor de Parker; y J. K. Simmons como J. Jonah Jameson, el presentador de TheDailyBugle.net, y Gary Weeks como el agente Foster del Departamento de Control de Daños (DODC). Jake Gyllenhaal aparece como Mysterio a través de imágenes de archivo de Lejos de casa. También aparecen en la película Paula Newsome como la administradora del MIT de Parker, Arian Moayed como el Agente Cleary del Departamento de Control de Daños, Mary Rivera como la abuela de Ned, y Cristo Fernández como un barman sirviendo a Brock. El hermano de Tom Holland, Harry Holland, iba a hacer un cameo como traficante de drogas, después de hacer lo mismo en Cherry, pero sus escenas no estuvieron en la versión en cines. Lexi Rabe, quien interpretó a la hija de Tony Stark, Morgan, en Avengers: Endgame (2019), también tuvo una aparición que no se incluyó en la versión en cines.

## Producción

### Desarrollo

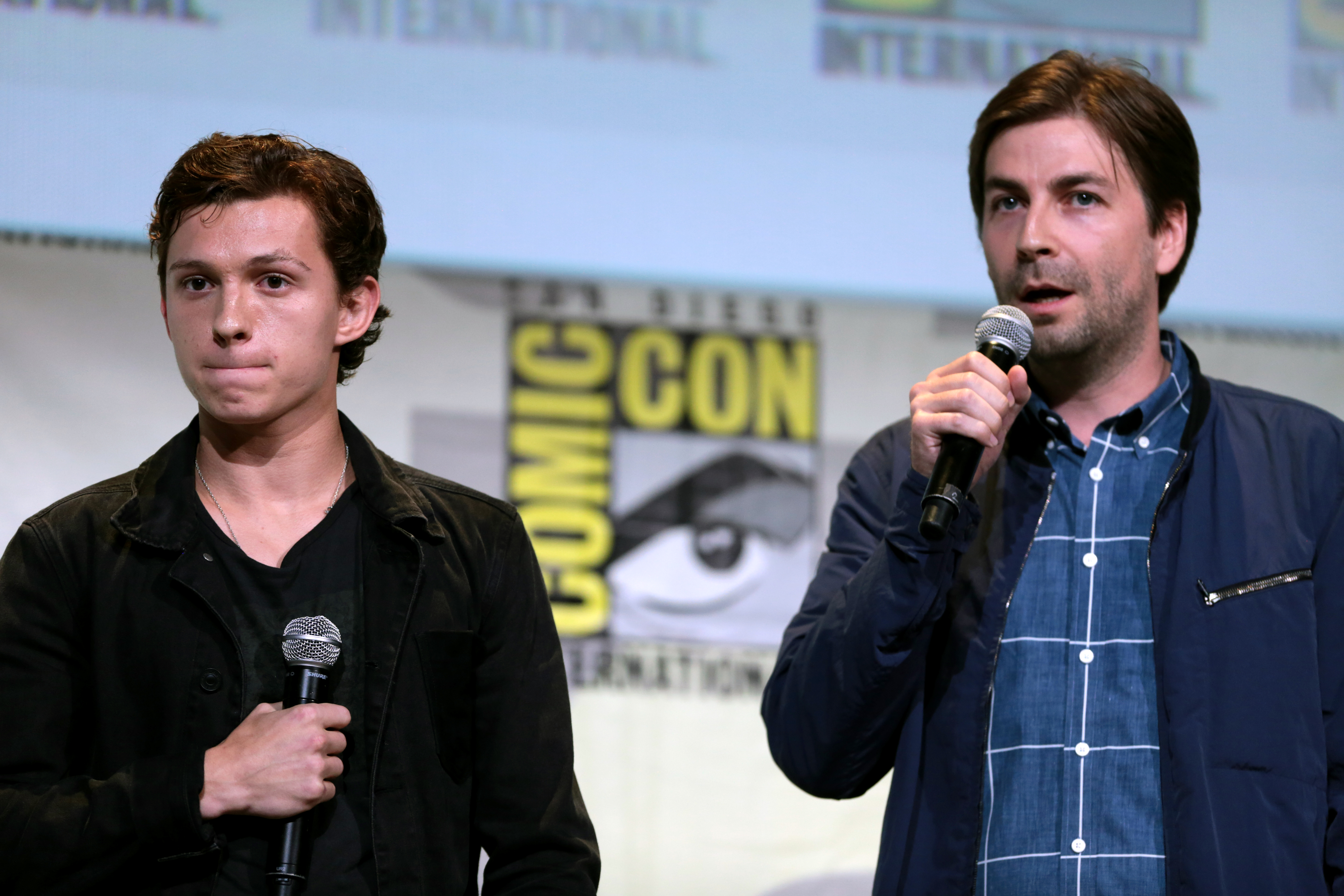
El actor principal, Tom Holland y el director Jon Watts en 2016

Durante la producción de Spider-Man: Homecoming (2017), Marvel Studios y Sony Pictures estaban planeando dos secuelas de Spider-Man. En junio de 2017, Tom Holland dijo que la tercera película se desarrollaría durante el último año de preparatoria de Peter Parker / Spider-Man. En julio de 2019, el presidente de Marvel Studios, Kevin Feige, dijo que la tercera película presentaría «una historia de Peter Parker que nunca antes se había hecho en una película» debido al final de la segunda película, Spider-Man: Lejos de casa (2019), que reveló públicamente que Parker es Spider-Man. El director de Homecoming y Lejos de casa, Jon Watts, expresó interés en que Kraven el Cazador fuera el principal antagonista de la tercera película.
Para agosto de 2019, el desarrollo de dos nuevas películas de Spider-Man había comenzado y Sony esperaba que Watts y Holland regresaran para ambas; Holland fue contratado para regresar por una película más, mientras que Watts había completado su contrato de dos películas y tendría que firmar para más películas. Para entonces, Marvel Studios y su empresa matriz, Walt Disney Studios, habían pasado varios meses discutiendo ampliar su acuerdo con Sony. El acuerdo existente hacía que Marvel y Feige produjeran las películas de Spider-Man para Sony y recibieran el 5% de sus ingresos. Sony quería ampliar el acuerdo para incluir más películas de las que se habían acordado inicialmente, manteniendo los mismos términos del acuerdo original. Disney expresó su preocupación por la carga de trabajo de Feige, a cargo de producir la franquicia del Universo cinematográfico de Marvel (UCM), y pidió una participación del 25-50% en cualquier película futura que Feige produjera para Sony. Incapaz de llegar a un acuerdo, Sony anunció que avanzaría en la próxima película de Spider-Man sin la participación de Feige o Marvel. Su declaración reconoció que esto podría cambiar en el futuro, agradeció a Feige por su trabajo en las dos primeras películas y dijo que apreciaban «el camino en el que [Feige] nos ayudó a ponernos, y que continuaremos».
Chris McKenna y Erik Sommers estaban escribiendo el guion de la tercera película en el momento del anuncio de Sony, después de hacerlo también para Lejos de casa, pero Watts estaba recibiendo ofertas para dirigir grandes películas para otros estudios en lugar de regresar a la franquicia, incluyendo potencialmente trabajar en una propiedad diferente para Marvel Studios y Feige. En septiembre de 2019, el presidente de Sony Pictures Entertainment, Tony Vinciquerra, dijo que «por el momento la puerta está cerrada» sobre el regreso de Spider-Man al UCM, y confirmó que el personaje se integraría con el propio universo compartido de Marvel de Sony, moviéndose hacia adelante. Respondiendo a la reacción de los fanes tras el anuncio, Vinciquerra agregó que «la gente de Marvel es gente maravillosa, tenemos un gran respeto por ellos, pero por otro lado tenemos gente bastante fantástica. [Feige] no hizo todo el trabajo... somos bastante capaces de hacer lo que tenemos que hacer aquí». Sin embargo, después de que esta reacción de los fanáticos continuara en la convención bienal D23 de Disney, y gracias a Holland, quien habló personalmente con el CEO de Disney, Bob Iger, y el presidente de Sony Pictures Motion Picture Group, Tom Rothman, las compañías volvieron a las negociaciones.
Sony y Disney anunciaron un nuevo acuerdo a finales de septiembre de 2019 que permitiría a Marvel Studios y Feige producir otra película de Spider-Man para Sony, programada para el 16 de julio de 2021, manteniendo al personaje en el UCM. Se informó que Disney cofinanciaba el 25% de la película a cambio del 25% de las ganancias de la película, mientras conservaba los derechos de comercialización del personaje. El acuerdo también permitió que el Spider-Man de Holland apareciera en una futura película de Marvel Studios. Feige declaró: «Estoy encantado de que el viaje de Spidey en el MCU continúe, y yo y todos nosotros en Marvel Studios estamos muy emocionados de poder seguir trabajando en ello». Añadió que, en el futuro, el Spider-Man del UCM podría «cruzar universos cinematográficos» y aparecer también en el propio universo compartido de Sony. Se dijo que esta interacción era «una "llamada y respuesta" entre las dos franquicias, ya que reconocen los detalles entre las dos en lo que se describiría libremente como un universo detallado compartido». Sony describió sus películas anteriores con Marvel Studios como una «gran colaboración» y dijo que «nuestro deseo mutuo de continuar era igual al de muchos fans». En el momento del nuevo acuerdo, Watts estaba en negociaciones finales para dirigir la película.
Al discutir el nuevo acuerdo a principios de octubre, Iger lo atribuyó a los esfuerzos de Holland, así como a la respuesta de los fanáticos al final del acuerdo original, diciendo: «Lo sentí por [Holland], y estaba claro que los fanáticos querían que esto sucediera». Añadió que mientras negociaban el trato, tanto Sony como Disney habían olvidado que «hay otras personas que realmente importan». Rothman agregó que sentía que el trato era un "«ganar-ganar-ganar». Una victoria para Sony, una victoria para Disney, una victoria para los fans". Refiriéndose a los informes de agosto sobre la ruptura de la negociación, Rothman dijo que las revelaciones en los medios de comunicación de discusiones como las negociaciones no necesariamente se alinean con las discusiones reales que tienen lugar, y consideró que el acuerdo final se habría producido sin los informes y el discurso de los fanáticos, diciendo: «Habríamos llegado allí, y las noticias se adelantaron a algunas cosas». A mediados de mes, se confirmó que Zendaya volvería a interpretar su papel de Michelle "MJ" Jones-Watson de las películas anteriores, en la secuela.

### Preproducción
McKenna y Sommers comenzaron a trabajar en el guion en diciembre de 2019. Consideraron presentar a Kraven el Cazador como el principal antagonista de la película, una idea en la que Watts había expresado interés y presentado a Holland, pero fue abandonado porque Sony quería presentar primero al personaje en una película en solitario antes de cualquier otro proyecto. La trama posteriormente gravitó hacia una idea de historia similar a It's a Wonderful Life (1946), donde Parker pide un deseo con respecto a su identidad pública. Esa idea introdujo al Dr. Stephen Strange en la historia, y el dúo luego comenzó a contemplar la exploración de la idea del multiverso y los personajes de películas anteriores de Spider-Man. Inicialmente, pensaron que esto sería solo una referencia para los fanáticos, pero finalmente decidieron integrar completamente los personajes anteriores en la trama. Sommers dijo: «Una vez que se decidió colectivamente que íbamos a dar este golpe, tuvimos que comprometernos y hacer lo correcto para la historia». Escribieron con optimismo para todos los personajes que querían en la película antes de que se confirmara que esos actores regresarían. Los borradores iniciales de la película incluían a todos los personajes principales de películas anteriores de Spider-Man que regresaban, pero esto se redujo porque el dúo sintió que habían "mordido más de lo que [ellos] podían masticar". El dúo trabajó arduamente para evitar que la película fuera simplemente "un montón de fanservice" al usar los personajes que regresaban para ayudar a contar la historia de Peter Parker en lugar de simplemente crear "llamadas de telón para todos". Norman Osborn / Duende Verde de la trilogía Spider-Man de Raimi no era el villano principal de la película en la primera versión del guion, a pesar de que todavía aparece como antagonista; después de que la película perdiera "otros personajes", McKenna y Sommers concluyeron que Duende Verde "tenía que ser" el villano principal y reescribieron el guion para darle una segunda oportunidad de replicar sus acciones en Spider-Man (2002), pero de una manera más oscura relacionada con la versión de Spider-Man de Holland. América Chávez se había considerado para aparecer en la película en un momento dado para desempeñar el papel de aprendiz de hechicero que finalmente se convirtió en parte del papel de Ned Leeds en la película; ella luego aparecería en Doctor Strange en el multiverso de la locura (2022).
Para finales de 2019, se esperaba que el rodaje comenzara a mediados de 2020. En marzo de 2020, McKenna y Sommers todavía estaban trabajando en el primer borrador del guion. En abril, Sony reprogramó la película para el 5 de noviembre de 2021 debido a la pandemia de COVID-19. Aunque esta película originalmente estaba destinada a estar ambientada después de los eventos de Doctor Strange en el multiverso de la locura (2022), algunos aspectos de la trama se reescribieron después de que la película se retrasó para estrenarse más tarde. Estos incluyeron que Strange ya no tenía «conocimiento de primera mano de los peligros de joder» con el multiverso, y en su lugar expresó que no se sabe mucho sobre el multiverso. McKenna sintió que esto lo hacía «aun más aterrador, empezar a jugar con estas cosas, porque es el miedo a lo desconocido». En junio, Marisa Tomei confirmó que regresaría como May Parker junto con Watts como director. Tenía la esperanza de que el trabajo de May como organizadora comunitaria se presentara en la película. También en junio, Charlie Cox, quien interpretó a Matt Murdock / Daredevil en las series de Netflix de Marvel Television, fue contactado por Feige para retomar su papel en los próximos proyectos de Marvel Studios, comenzando con apariciones en No Way Home y la serie de Disney+, She-Hulk: Attorney at Law (2022). Mientras trabajaban en el guion, McKenna y Sommers discutieron la posibilidad de darle a Murdock un papel más importante en la película del que habían planeado originalmente, aunque el dúo finalmente decidió no hacerlo para evitar desviar el enfoque de la película de Parker. El mes siguiente, Holland dijo que la producción estaba prevista para finales de 2020 hasta febrero de 2021, y Sony cambió el estreno de la película al 17 de diciembre de 2021. También se confirmó que Tony Revolori retomaría su papel de Flash Thompson. A principios de octubre, Jacob Batalon y Benedict Cumberbatch estaban listos para repetir sus papeles del UCM de Ned Leeds y Stephen Strange, respectivamente, mientras que Jamie Foxx estaba listo para regresar como Electro de The Amazing Spider-Man 2 (2014). Se anunció que el rodaje comenzaría a finales de mes. Inmediatamente antes del comienzo del rodaje, varios otros actores clave de la película aún no se habían sumado al reparto. Según Holland, la película necesitaba «todos o ninguno» de los actores para ser producida.

### Rodaje
El rodaje de la segunda unidad ocurrió del 14 al 16 de octubre de 2020 en la ciudad de Nueva York, bajo el título de trabajo Serenity Now, para capturar placas de efectos visuales y planos de establecimiento. El rodaje ocurrió en los vecindarios de Astoria, Sunnyside y Long Island City en Queens. El 23 de octubre, el rodaje se llevó a cabo en Greenwich Village en Manhattan.
La producción se trasladó a Atlanta (Georgia) el 25 de octubre, y Holland, Batalon y Zendaya se unieron para la fotografía principal, después de que Holland terminara de filmar Uncharted (2022), de Sony, dos días antes. Mauro Fiore se desempeñó como director de fotografía en la película, reemplazando al director de fotografía original, Seamus McGarvey, que tuvo que dejar la producción después de contraer COVID-19. McGarvey también tuvo conflicto con la película Cyrano (2021) luego del retraso de producción de No Way Home, causado por la pandemia, La fotografía principal se retrasó desde la fecha de comienzo inicial de julio de 2020 debido a la pandemia de COVID-19. El rodaje se realizó en Atlanta en los Trilith Studios, con estrictas medidas de seguridad en los escenarios para evitar la exposición a la COVID-19. Para reducir las interacciones entre el elenco y los miembros del equipo en el set durante la pandemia y evitar más cierres, la producción se basó en una «nueva tecnología innovadora» que escaneó a los actores en un sistema de efectos visuales que puede aplicar maquillaje y vestuario a los actores durante posproducción. También se instaló un sistema de iluminación para indicar cuándo el elenco podía quitarse las máscaras para el rodaje y cuándo se necesitarían máscaras para que el elenco y los miembros del equipo las usaran mientras se realizaba el trabajo de escenografía. Cumberbatch comenzó a filmar sus escenas para la película en Atlanta a fines de noviembre, antes de comenzar a trabajar en Doctor Strange en el multiverso de la locura (2022), que comenzó a filmarse ese mes en Londres. El rodaje duró de siete a ocho semanas, donde utilizaron los títulos de trabajo Serenity Now y The November Project, antes de un receso durante la temporada navideña.
Para diciembre de 2020, Alfred Molina estaba programado para repetir su papel de Otto Octavius / Doctor Octopus de Spider-Man 2 de Sony (2004), así como Tobey Maguire, quien interpretó a Peter Parker / Spider-Man en la trilogía Spider-Man de Raimi y Andrew Garfield, quien interpretó a Peter Parker / Spider-Man en las películas de The Amazing Spider-Man de Webb. Un cameo de Maguire y Garfield junto a Holland como sus respectivos Spider-Men había sido considerado previamente para la película de Sony Pictures Animation, Spider-Man: Into the Spider-Verse (2018), pero se eliminó porque Sony sintió en ese momento que sería demasiado arriesgado y confuso. Para entonces, Collider informó que Maguire y Garfield aparecerían en la película, junto con Kirsten Dunst como Mary Jane Watson de la trilogía de Sam Raimi, y se esperaba que Emma Stone regresara como Gwen Stacy de las películas de The Amazing Spider-Man. El primer borrador del guion incluía otros personajes de las películas de Spider-Man y Amazing Spider-Man, como la May Parker de Sally Field, pero los escritores sintieron que incluir demasiados personajes afectaría negativamente la historia. Los rumores sobre el regreso de los actores llevaron a especulaciones y comentarios, y Richard Newby de The Hollywood Reporter creyó que una película de estilo crossover podría «disminuir el impacto» de la exitosa película animada de Sony, Spider-Man: Un nuevo universo (2018). McMillan comparó el Spider-Verse con el evento cómico de DC Comics Crisis on Infinite Earths, diciendo que «una historia multiversal ofrece a Marvel la oportunidad de limpiar algunos cabos sueltos mientras configura el futuro de su universo cinematográfico y cumple algunos sueños de los fanáticos en el proceso». Sintió que era posible que otros Spider-Man aparecieran en la película, incluidos los personajes de Into the Spider-Verse, el actor Nicholas Hammond de la serie de televisión de la década de 1970 o Takuya Yamashiro, el Toei Spider-Man. McMillan también hizo referencia a las negociaciones del contrato entre Marvel y Sony cuando sugirió que la película podría usarse para separar a Spider-Man del UCM. Hoai-Tran Bui de /Film temía que la película se estuviera volviéndose «seriamente superpoblada», y deseaba que Holland pudiera «mantenerse firme sin una estrella más grande que le mostrara las cuerdas», pero no se oponía a tener «algunas buenas bromas entre Holland, Garfield y Maguire», mientras que Adam B. Vary de Variety señaló que estos informes aun no se habían confirmado y generaban incertidumbre sobre si los actores aparecerían fuera de cameos. Poco después, Holland negó que Maguire y Garfield aparecerían en la película que él supiera, mientras que Feige confirmó que la película tendría conexiones con Doctor Strange en el Multiverso de la Locura. Muchos de los actores que regresaban de películas anteriores de Spider-Man fueron llevados al set con capas para ayudar a evitar que se filtrara su participación en las películas. Alrededor de la Navidad de 2020, McKenna y Sommers reescribieron las introducciones de Maguire y Garfield en la película, así como gran parte del tercer acto de la película, en el que no habían podido enfocarse ya que estaban filmando gran parte del primer y segundo acto para la película en meses anteriores.
Feige confirmó en diciembre de 2020 que la película tendría conexiones con Doctor Strange en el Multiverso de la Locura. Un mes después, habló sobre el hecho de que el título de la película aún no se había anunciado, reconociendo que algunos se referían a la película como Spider-Man 3, y dijo que Marvel se refería internamente a ella como Homecoming 3, aunque ese no era su título oficial. Para entonces, Charlie Cox, quien interpretó a Matt Murdock / Daredevil en la serie de Netflix de Marvel Television, había filmado material para la película, mientras que una foto del set de Atlanta indicaba que la película ocurriría durante la temporada navideña. El rodaje tuvo lugar en la escuela secundaria Frederick Douglass del 22 al 24 de enero. El mes siguiente, Holland la describió como «la película de superhéroes independiente más ambiciosa», y negó nuevamente los rumores de que Maguire y Garfield aparecerían en la película. A finales de febrero de 2021, se reveló que el título de la película sería Spider-Man: No Way Home, continuando la convención de nombres de las dos últimas películas de incluir home (en español: 'casa') en el título. El rodaje tuvo lugar en la Midtown High School del 19 al 21 de marzo. El sistema de Escuelas Públicas de Atlanta había dejado de permitir el uso de edificios en el distrito como lugares de filmación debido a la pandemia de COVID-19, pero le dio a esta película una excepción ya que las escuelas Frederick Douglass y Midtown se habían usado anteriormente como lugares de rodaje en Spider-Man: Homecoming. Se reveló que Hannibal Buress repetería su papel como el entrenador de gimnasia Wilson, con Buress publicando un video musical en agosto de 2021 revelando que había filmado escenas en Atlanta. Holland dijo que No Way Home tenía secuencias de lucha "más viscerales" que las dos películas anteriores, así como más combates cuerpo a cuerpo. El rodaje concluyó el 26 de marzo de 2021.

### Posproducción
En abril de 2021, Molina confirmó que aparecería en la película, explicando que le habían dicho que no hablara sobre su papel en la película durante la producción, pero que se dio cuenta de que su aparición había sido ampliamente rumoreada e informada. Más tarde ese mes, J.B. Smoove reveló que regresaba como Julius Dell de Lejos de casa, mientras que Cox declaró que no estaba involucrado en la película. A principios de mayo, Andrew Garfield negó que se le hubiera pedido que apareciera en la película, pero luego dijo «nunca digas nunca», mientras que se reveló que Angourie Rice regresaba como Betty Brant en la película, repitiendo su papel de medios anteriores deL MCU. Más tarde ese mes, Emma Stone negó su participación en la película.
En mayo de 2021, el presidente de Sony Pictures Group, Sanford Panitch, reconoció que había habido confusión y frustración por parte de los fanáticos con respecto a la relación entre el Universo Spider-Man de Sony (SSU) y el UCM, pero declaró que había un plan para aclarar esto y él creía que ya estaba "quedando un poco más claro para la gente hacia dónde nos dirigimos" en ese momento tras el anuncio de la película del SSU Kraven the Hunter (2023). Además agregó que No Way Home ayudaría a revelar más de este plan, con Adam B. Vary de Variety comentando que se creía que la noción percibida de No Way Home introduciendo elementos del multiverso sería lo que permitiría a Holland hacer apariciones tanto en el UCM como en el SSU. El tráiler oficial confirmó la participación de Jon Favreau como Harold "Happy" Hogan y Benedict Wong como Wong, repitiendo sus papeles de películas anteriores del UCM, así como J.K. Simmons como J. Jonah Jameson, después de interpretar al personaje en Lejos de casa y en la trilogía de Sam Raimi. También se confirmó que los personajes Electro y Duende Verde aparecerían en la película, con la implicación de que esta encarnación del Duende Verde sería la versión de Willem Dafoe de las películas de Raimi. En septiembre de 2021, Garfield volvió a negar que estuviera en la película, diciendo: «No importa lo que diga... va a ser realmente decepcionante para la gente o va a ser muy emocionante». Más tarde, Garfield describió sus negaciones como "bastante estresantes pero también extrañamente divertidas".
A principios de octubre, muchos comentaristas esperaban que Tom Hardy repitiera su papel de Eddie Brock / Venom de Venom (2018) y Venom: Let There Be Carnage (2021), después de que la escena poscréditos de Let There Be Carnage mostrara al personaje aparentemente transportado de su universo «SSU» al UCM. Feige dijo que hubo mucha coordinación entre los equipos de Let There Be Carnage y No Way Home para crear la escena, que fue dirigida por Watts durante la producción de No Way Home. Hardy finalmente apareció como Brock en una escena a mitad de créditos de la película, aunque hubo discusiones sobre su integración en la batalla final de la película, así como unir a Parker de Holland a un simbionte. Más tarde ese mes, la edición de Empire sobre No Way Home, afirmó que la película incluiría los regresos de Doctor Octopus y Electro, así como el Duende Verde de Dafoe, Flint Marko / Sandman de Thomas Haden Church de Spider-Man 3 (2007) de Raimi y Curt Connors / Lizard de Rhys Ifans de The Amazing Spider-Man (2012) de Webb. Originalmente, el papel de Church en la película iba a ser más grande, contando con una trama secundaria propia sobre la relación de Sandman con su hija Penny (quien anteriormente fue interpretada por Perla Haney-Jardine), pero la pandemia de COVID-19 y la reescritura del guion llevó a la reducción de su papel, proporcionando solo diálogos breves y algo de captura de movimiento en un estacionamiento de San Antonio, Texas. Watts dijo que estos eran rumores aún sin confirmar y que "no tenía prisa por confirmar o negar las apariciones" de los personajes, mientras que Feige dijo que los rumores eran divertidos para los fanáticos, pero el público no debería esperar que todos se hicieran realidad. El segundo tráiler de la película confirmó la participación de Dafoe, Church e Ifans. También se consideraron para su inclusión Aleksei Sytsevich / Rhino de Paul Giamatti de The Amazing Spider-Man 2 y Quentin Beck / Mysterio de Jake Gyllenhaal de Far From Home, con McKenna y Sommers jugando con la idea de formar un grupo de los Seis Siniestros; Rhino, Mysterio y los Seis Siniestros finalmente no aparecieron en la película, aunque imágenes de archivo de Gyllenhaal como Beck de Far From Home se usaron en No Way Home. También se consideró una aparición especial de la versión de Peter Parker / Spider-Man de la serie de videojuegos, Spider-Man de Insomniac Games para No Way Home. El arte conceptual del Doctor Octopus para No Way Home reveló que además de su atuendo original de Spider-Man 2, había planes para que el personaje usara un traje verde y amarillo preciso en los cómics en la película, pero la idea fue descartada.
A principios de noviembre, Jorge Lendeborg Jr. reveló que volvería a interpretar su papel de Jason Ionello en la película y, al igual que esas apariciones, tendría «muy poco que ver con la historia central». A mediados de mes, se habían completado filmaciones adicionales para la película. Amy Pascal describió No Way Home como «la culminación de la trilogía Homecoming», y Arian Moayed reveló que tenía un papel en la película para entonces, mientras que Dunst dijo que ella no estaba en la película, pero que «nunca diría que no» a retomar su papel de Mary Jane Watson. Un avance de Doctor Strange en el multiverso de la locura se incluyó al final de la película como una escena poscréditos, antes de ser lanzado en línea poco después del estreno en cines de No Way Home. Jeffrey Ford y Leigh Folsom Boyd se desempeñaron como editores de la película. Los efectos visuales fueron proporcionados por Cinesite, Clear Angle Studios, Crafty Apes, Digital Domain, Folks VFX, Framestore, Luma Pictures, Monsters Aliens Robots Zombies, Mr. X, Perception, Secret Lab, Sony Pictures Imageworks, y SSVFX. La escena del primer enfrentamiento de Parker de Holland con el Duende Verde en el apartamento de Hogan pasó por varias iteraciones diferentes, incluida una que presentaba a Adrian Toomes / Vulture de Michael Keaton de Homecoming, y otra en la que el Duende Verde bombardea el apartamento de Hogan con May todavía adentro, presumiblemente matándola de una manera diferente a como se mostró en la película final.

### Música
En noviembre de 2020, se confirmó que el compositor de Homecoming y Far From Home, Michael Giacchino regresaría para No Way Home. El álbum de partituras de la película se lanzó digitalmente el 17 de diciembre de 2021, con una pista titulada «Arachnoverture» lanzada como sencillo, el 9 de diciembre y otra titulada «Exit Through the Lobby» lanzada al día siguiente. Giacchino hace referencia a temas de películas anteriores de Spider-Man de Hans Zimmer, James Horner, Christopher Young, y Danny Elfman, así como sus propios temas de Doctor Strange (2016) Con respecto al uso de estos otros temas, Giacchino no quería que su uso fuera un fanservice y quería encontrar formas de incluirlos de una manera "muy específica". Él y Watts estaban "muy alineados en términos de cuándo usarlos y cuándo no usarlos para obtener el máximo efecto".

### Doblaje
| Personaje                      | Intérprete original  | Doblaje de Hispanoamérica | Doblaje de España   |
| ------------------------------ | -------------------- | ------------------------- | ------------------- |
| Peter Parker / Spider-Man      | Tom Holland          | Alberto Bernal            | Mario García        |
| Peter Parker / Spider-Man      | Andrew Garfield      | Javier Olguín             | Iván Labanda        |
| Peter Parker / Spider-Man      | Tobey Maguire        | Víctor Ugarte             | Roger Pera          |
| Michelle Jones "MJ"            | Zendaya              | Erika Ugalde              | Vera Bosch          |
| Dr. Stephen Strange            | Benedict Cumberbatch | Beto Castillo             | Iván Muelas         |
| J. Jonah Jameson               | J. K. Simmons        | Humberto Solórzano        | Jordi Varela        |
| Ned Leeds                      | Jacob Batalon        | Ricardo Bautista          | Sergio Olmo         |
| Happy Hogan                    | Jon Favreau          | Andrés García             | Rafael Calvo        |
| Max Dillon / Electro           | Jamie Foxx           | Salvador Delgado          | Juan Antonio Bernal |
| Norman Osborn / Duende Verde   | Willem Dafoe         | Jesse Conde               | Salvador Vidal      |
| Otto Octavius / Doctor Octopus | Alfred Molina        | Gabriel Pingarrón         | Pedro Molina        |
| Wong                           | Benedict Wong        | Víctor Manuel Espinoza    | Santi Lorenz        |
| Eugene «Flash» Thompson        | Tony Revolori        | Miguel Ángel Leal         | Masumi Mutsuda      |
| May Parker                     | Marisa Tomei         | Diana Alonso              | Mar Bordallo        |
| Curt Connors / Lagarto         | Rhys Ifans           | Germán Fabregat           | Pere Arquillué      |
| Flint Marko / Hombre de Arena  | Thomas Haden Church  | Raúl Anaya                | Jordi Boixaderas    |
| Matt Murdock                   | Charlie Cox          | Sebastián Rosas           | Manuel Gimeno       |
| Betty Brant                    | Angourie Rice        | Valentina Souza           | Lilian Rodas        |
| Entrenador Wilson              | Hannibal Buress      | Roberto Mendiola          | Raúl Rodríguez      |
| Roger Harrington               | Martin Starr         | Roberto Salguero          | Gonzalo Abril       |
| Dr. Julius Dell                | J. B. Smoove         | Ricardo Mendoza           | Gonzalo Durán       |
| Quentin Beck / Mysterio        | Jake Gyllenhaal      | Daniel del Roble          | Pablo Sevilla       |
| Administradora del MIT         | Paula Newsome        | Alma Juárez               | Lola Oria           |
| Agente Cleary                  | Arian Moayed         | Emmanuel Bernal           | Ramón Hernández     |

## Mercadotecnia
En mayo de 2020, Sony firmó una asociación promocional con Hyundai Motor Group para mostrar sus nuevos modelos y tecnologías en la película. Hyundai lanzó un comercial en noviembre de 2021, titulado Only Way Home, promocionando la película y el SUV Ioniq 5 eléctrico, protagonizado por Holland y Batalon, con la dirección de Watts. El Ioniq 5 y Hyundai Tucson aparecen en la película. El 23 de febrero de 2021, Holland, Batalon y Zendaya publicaron tres imágenes oficiales con sus personajes de la película junto con logotipos falsos con los títulos: Spider-Man: Phone Home, Spider-Man: Home-Wrecker y Spider-Man: Home Slice, Al día siguiente, se anunció el título oficial de la película, con un video que mostraba a Holland, Batalon y Zendaya saliendo de la oficina de Watts, donde hablaban sobre que habían recibido títulos falsos y si se les podía confiar el título real dado que Holland había estropeado previamente los secretos de Marvel. El video termina en una pizarra que muestra varios otros títulos con la palabra home (en español: 'casa') que aparentemente habían sido considerados. Jennifer Bisset de CNET sugirió que los títulos y logotipos falsos podrían representar a los villanos en la película, incluidos el Electro de Jamie Foxx y el Doctor Octopus de Alfred Molina, mientras que Umberto González de TheWrap los llamó divertidas «falsificaciones de cebo y cambio», y señaló que el título Phone Home era una referencia a una línea de E.T., el extraterrestre (1982). Gregory Lawrence de Collider sintió que el título de Home-Wrecker podría indicar que la película se sentía como una película de suspenso de la década de 1990, y dijo que los títulos falsos eran una «pifia sólida» para entusiasmar a los fanáticos. También comparó las imágenes fijas con la «maravilla aterradora / sobrecogedora» de las películas de Steven Spielberg The Goonies (1985), mientras que Germain Lussier de io9 dijo que emitían «sutiles vibraciones del 'Tesoro Nacional', Indiana Jones». En julio de 2021, Marvel reveló varios juguetes y figuritas para la película, incluidos Funko Pops, figuras de Marvel Legends y sets de Lego.
A finales de agosto de 2021, cuando se le preguntó sobre la falta de tráiler e imágenes oficiales o descripciones de la película, Feige dijo que la película no era «ni más ni menos secreta que ninguno de nuestros otros proyectos» y reafirmó que se publicaría un tráiler antes del estreno de la película en los cines. Aunque Sony manejó el marketing de la película, el equipo de marketing estuvo en coordinación con el de Disney para asegurarse de que cada uno supiera cuándo el otro iba a publicar contenido relacionado con el UCM, por lo que era un «beneficio mutuo para todos». El 22 de agosto, una aparente filtración del primer avance se compartió en las redes sociales, que The Hollywood Reporter consideró «legítima», con Sony trabajando para eliminar varias copias del avance. Adam Chitwood en Collider notó el «fervor» acumulado en línea que rodeaba al tráiler, y sintió que, independientemente de cuándo se lanzó y qué se mostró, no estaría «a la altura de las expectativas que los fanáticos han creado en sus mentes». Chitwood continuó diciendo que los otros estrenos de películas de 2021 de Marvel Studios no habían tenido un nivel de demanda similar al de No Way Home, y señaló que todos los cástines rumoreados habían posicionado a la película como «una experiencia cinematográfica única en la vida», si fueran precisos. Además, se preguntó si Sony desconfiaba de comprometerse con el marketing que señalaba el estreno de la película en diciembre de 2021 en medio del resurgimiento de la variante delta del COVID-19.
El tráiler fue lanzado oficialmente el 23 de agosto durante el panel CinemaCon 2021 de Sony. Devan Coggan, de Entertainment Weekly, señaló que el tráiler confirmaba el papel del multiverso en la película, incluidos elementos de las películas de Sam Raimi y Marc Webb, mientras que Ethan Anderton de /Film calificó el tráiler de «nada menos que emocionante», ya que confirmaba muchos de los rumores anteriores sobre la película. Austen Goslin en Polygon, por el contrario, sintió que gran parte de lo que se rumoreaba no se había revelado en el tráiler, sintiendo entonces que los rumores eran falsos o que Marvel todavía tenía la intención de mantenerlos en secreto. El colega de Anderton, Joshua Meyer, calificó el tráiler como «un adorno... lleno de momentos asombrosos» y señaló cómo la película adaptaría la historia del cómic «Spider-Man: One More Day»; por su parte, Richard Newby de The Hollywood Reporter había señalado anteriormente la aparente adaptación de las historias de «One More Day» y «One Moment in Time» después de la revelación del casting de Cumberbatch. Muchos comentaristas notaron las posibles pistas de los villanos de Spider-Man Sandman y Lizard en el tráiler como una indicación de la formación de los Seis Siniestros en la película. Vinnie Mancuso de Collider estaba emocionado de ver el regreso de Molina y el potencial de la participación de Dafoe, pero lo llamó un «pop barato» ya que estaba «perjudicando las historias que intentas contar en el presente al recordarle a la audiencia cuánto mejor solían ser las cosas». También sintió que el tráiler jugaba con «la continua renuencia de Marvel a permitir que Spider-Man de Tom Holland protagonice sus propias películas de Spider-Man», ya que el tráiler le dio a Parker «cero momentos memorables» entre todos sus elementos. El tráiler tuvo 355,5 millones de visitas globales en sus primeras 24 horas, convirtiéndose en el tráiler más visto en ese período de tiempo, superando el récord de Avengers: Endgame (289 millones de visitas) y más del doble de visitas del tráiler de Spider-Man: Lejos de casa (135 millones). También generó el mayor volumen de conversaciones en redes sociales de 24 horas de todos los tiempos a nivel mundial con 4.5 millones de menciones, compuesto por 2.91 millones en los Estados Unidos y 1.5 millones a nivel internacional; ambos excedieron las menciones de Avengers: Endgame (1,94 millones en los Estados Unidos y 1,38 millones a nivel internacional).
El segundo tráiler oficial se lanzó en una proyección de fanáticos en el teatro Regal Sherman Oaks en Los Ángeles el 17 de noviembre de 2021 antes de lanzarse en línea 30 minutos después. Goslin sintió que el tráiler «revela toda la extensión del multiverso Spider-Man de Marvel», mientras que su colega Matt Patches notó la ausencia del Spider-Man de Maguire o Garfield en el tráiler, pero consideró que era totalmente posible que los actores aparecieran en No Way Home. Jason Robbins de Collider se sintió decepcionado por el tráiler, diciendo que era «lo que esperábamos, pero menos», ya que no había confirmación de Maguire o Garfield o «más información sobre el multiverso; solo villanos de otra encarnación de Spider-Man de otras películas que esperábamos ver». Algunos comentaristas dijeron que partes del tráiler parecían como si Maguire y Garfield hubieran sido eliminados del metraje, como una toma en la que el Lagarto parecía haber sido golpeado por una fuerza invisible. El 24 de noviembre de 2021, Sony lanzó varios videos en TikTok para TheDailyBugle.net con J. K. Simmons y Angourie Rice. En diciembre de 2021, la escena de apertura de un minuto de la película se estrenó exclusivamente en Late Night with Seth Meyers, mientras que un puesto de periódicos para The Daily Bugle se instaló en la ciudad de Nueva York en asociación con Liberty Mutual para promover la película. Otros socios de marketing fueron los videojuegos Fortnite y PUBG Mobile, que incluyeron accesorios y disfraces especiales con el tema de Spider-Man; Asus, cuya computadora portátil Republic of Gamers (ROG) es utilizada por Ned en la película; además de Xiaomi, imoo, Continental AG y Tampico Beverages. En total, la película tuvo un valor de marketing promocional total de 202 millones de dólares.

## Estreno

### En cines
Spider-Man: No Way Home tuvo su premier mundial en el Fox Village Theatre en Hollywood, Los Ángeles el 13 de diciembre de 2021, mientras que su estreno en Latinoamérica y en el Reino Unido se produjo el 15 de diciembre de 2021, y en Estados Unidos el 17 de diciembre de 2021, donde se estrenó en 4.325 cines, incluso en IMAX y otros grandes formatos premium. Anteriormente, estaba programada para estrenarse el 16 de julio de 2021, pero se retrasó hasta el 5 de noviembre de 2021, antes de que se retrasara a la fecha de diciembre de 2021, debido a la pandemia de COVID-19. La película forma parte de la Fase Cuatro del UCM.
En agosto de 2021, Sony y CJ 4DPlex anunciaron un acuerdo para estrenar 15 de las películas de Sony durante tres años en el formato ScreenX, incluida No Way Home. En noviembre de 2021, se confirmó que la película se estrenaría en cines en China, lo que la convierte en la primera película de la Fase Cuatro en hacerlo después de que Black Widow, Shang-Chi y la leyenda de los Diez Anillos, y Eternals no se estrenaran en el país, aunque desde febrero de 2022, no había fecha de estreno, en parte debido a las tensiones diplomáticas entre el país y Estados Unidos, que surgió en parte del boicot diplomático planeado por Estados Unidos de los Juegos Olímpicos de Invierno de Beijing. En mayo de 2022, las autoridades chinas supuestamente habían solicitado que se retirara la Estatua de la Libertad de la película para poder estrenarla en el país, pero Sony se negó.
En marzo de 2024, Sony anunció que todas las películas de acción real de Spider-Man se reestrenarán en los cines como parte de la celebración del centenario de Columbia Pictures. Spider-Man: No Way Home se reestrenará el 3 de junio de 2024.

#### The More Fun Stuff Version
En junio de 2022 se anunció una versión extendida de la película, subtitulada The More Fun Stuff Version. El reestreno celebró los 60 años de Spider-Man en los cómics y los 20 años de Spider-Man en el cine, y constó aproximadamente 13 minutos de escenas adicionales y eliminadas. Las adiciones incluyeron: una introducción de Holland, Maguire y Garfield; escenas adicionales de Parker y May siendo interrogados por el Departamento de Control de Daños; la escena con el hermano de Holland, Harry, como ladrón que fue eliminada del estreno original; informes del Daily Bugle sobre el primer día de regreso a la escuela de Parker y la llegada de Dillon y Marko; escenas adicionales de Parker en la escuela; Brant entrevistando a Parker, sus maestros y sus compañeros de clase; escenas adicionales en el sótano del Sanctum de Nueva York; una escena con May, Parker y los villanos en un ascensor de camino al apartamento de Hogan; una escena adicional con Murdock y Hogan; escenas adicionales de los tres Parker; y una nueva escena poscréditos, que reemplaza el avance de Doctor Strange en el multiverso de la locura, que muestra los efectos del segundo hechizo de Strange dentro de la vida de los compañeros de clase de Parker.
The More Fun Stuff Version se estrenó en los cines a partir del 31 de agosto de 2022 en Indonesia, seguido de Estados Unidos y Canadá, entre otros países, el 1 de septiembre y luego en varios otros mercados hasta el 6 de octubre. El póster para el corte extendido se consideró una mejora con respecto al márketing del estreno original, ya que podía presentar a todos los personajes que previamente se mantuvieron en secreto antes del estreno de la película. Shrishty Mishra en Collider dijo que era un "póster estilo Avengers con una combinación perfecta de las sensaciones del multiverso, combinadas con un efecto de '¿Dónde está Wally?'". Anthony Lund de MovieWeb lo llamó un "póster épico que [los fanáticos] han estado pidiendo". Russ Burlingame de ComicBook.com dijo que el póster era lo que "todos estábamos esperando" y "un gran cambio en la forma en que [Sony] promocionó inicialmente la película", ya que "continuaron siendo recatados" en los cameos después de que se estrenó la película.

### Medios domésticos
Spider-Man: No Way Home fue lanzada por Sony Pictures Home Entertainment en descarga digital, el 15 de marzo de 2022, y en Blu-ray Ultra HD, Blu-ray y DVD, el 12 de abril. Digitalmente, la película también estaba disponible en un paquete de tres películas que incluía todas las películas de Spider-Man del Marvel Studios, así como un paquete de ocho películas que incluye las películas de Holland, Maguire y Garfield. Sony adelantó el lanzamiento digital del 22 de marzo de 2022 al 15 de marzo, luego de que las versiones Blu-ray de la película que se filtraron a los sitios de torrents. Los medios domésticos incluyen bloopers y varios reportajes detrás de escena, incluidas dos mesas redondas: una con Dafoe, Molina y Foxx y otro con Holland, Maguire y Garfield. Tiene la mayor cantidad de compras digitales previas al lanzamiento en Vudú, superando las compras de Avengers: Endgame. Para anunciar las fechas de estreno en los medios domésticos, Sony y las cuentas de redes sociales de la película publicaron una foto de Holland, Maguire y Garfield recreando un popular meme de la serie de televisión de 1967, Spider-Man de múltiples Spider-Men apuntándose el uno al otro; los tuits de la imagen obtuvieron más de 10.000 retuits a los pocos minutos de ser publicados. En su primera semana de estreno, la película vendió más de 2,1 millones de unidades digitales en los Estados Unidos, lo que equivale a 42 millones de dólares; este fue un récord para la primera semana de una película disponible en versión digital. También fue la película más vendida en medios físicos para 2022 en los Estados Unidos según The NPD Group.
La película se estrenó en Starz luego de sus estrenos en cines y doméstico, sería la última película estrenada por Sony con un estreno exclusivo de SVOD (video bajo demanda) en Starz. Las películas futuras se estrenarán en Netflix luego de su estreno en cines y domésticos hasta 2026. Además, Sony firmó un acuerdo con Disney en abril de 2021 que le otorga a este último acceso al contenido heredado de Sony, incluidas películas anteriores de Spider-Man y contenido de Marvel en SSU, para transmitir en Disney+ y Hulu y aparecer en las cadenas de televisión lineal de Disney. El acceso de Disney a los títulos de Sony que se estrenarán entre 2022 y 2026 vendría luego de su disponibilidad en Netflix. En febrero de 2022, Sony amplió su acuerdo preexistente con WarnerMedia por hacer que sus películas estén disponibles en HBO Max y HBO en Europa Central y Oriental, lo que incluiría No Way Home. The More Fun Stuff Version fue estrenada por Sony Pictures Home Entertainment en formato digital el 18 de octubre de 2022, como Spider-Man: No Way Home – Extended Cut, cuando también comenzó a transmitir en Starz.

## Recepción

### Taquilla
Spider-Man: No Way Home había recaudado $814.1 millones de dólares en Estados Unidos y Canadá, y $1108 millones en otros territorios, para un total mundial de $1923 millones de dólares. Es la película más taquillera de 2021, la película número 7 más taquillera de todos los tiempos, la cuarta película más taquillera de Estados Unidos y Canadá, la película de Spider-Man más taquillera y la película más taquillera estrenada por Sony. No Way Home es también la primera película desde Star Wars: El ascenso de Skywalker (2019) en recaudar más de $1 mil millones, convirtiéndose en la tercera más rápida en alcanzar ese hito y la primera en hacerlo durante la pandemia de COVID-19. Superó a Jumanji: Welcome to the Jungle en convertirse en la película más taquillera de Sony Pictures en Norteamérica. Deadline Hollywood calculó la ganancia final de la película en 610 millones de dólares, teniendo en cuenta los presupuestos de producción, marketing, participación de talentos y otros costos frente a los ingresos brutos de taquilla y los medios de comunicación domésticos. La película devolvió los ingresos globales de Cineworld, el segundo operador de cine más grande del mundo, al 88 % de los niveles de 2019.
En Estados Unidos y Canadá, Spider-Man: No Way Home ganó $121.85 millones de dólares (que incluyeron $50 millones de sus proyecciones previas del jueves por la noche) en su día de apertura, convirtiéndose en la segunda película de apertura más alta después de Avengers: Endgame ($157.4 millones) y la apertura más alta para un estreno en diciembre. En su primer fin de semana, la película recaudó 260 millones de dólares, superando a Avengers: Infinity War (257,7 millones) y convirtiéndose en la segunda apertura nacional más alta de todos los tiempos. Al 9 de enero de 2022, aproximadamente 54,4 millones de personas habían visto Spider-Man: No Way Home en los cines de Estados Unidos y Canadá. La película permaneció en lo más alto de la taquilla durante tres fines de semana adicionales hasta que fue destronada en su quinto fin de semana por Scream. En su sexto fin de semana de estreno, Spider-Man: No Way Home recuperó el primer lugar en la taquilla. La película una vez más se mantuvo en el puesto número uno en su séptimo fin de semana de estreno. En marzo de 2022, la película superó los $800 millones en los Estados Unidos y Canadá, convirtiéndose en la tercera película en hacerlo después de Star Wars: Episodio VII - El despertar de la Fuerza. (2015) y Avengers: Endgame. El analista senior de medios de Comscore, Paul Dergarabedian, calificó la película como "posiblemente la película más importante para la industria cinematográfica", ya que ayudó a mostrar la viabilidad de la industria cinematográfica y el beneficio de las ventanas de estreno mientras la industria se recuperaba del pandemia COVID-19. La película cayó al puesto 11 en su decimoquinto fin de semana. Spider-Man: No Way Home volvió al primer lugar en la taquilla, ganando $1.8 millones en el primer día del estreno de The More Fun Stuff Version, y terminó tercero con $6.5 millones durante el fin de semana de cuatro días del Día del Trabajo en Estados Unidos, terminando detrás de Top Gun: Maverick (2022) y Bullet Train (2022). Fue la recaudación de taquilla más alta del fin de semana de apertura para una película reestrenada del UCM, superando a Avengers: Endgame ($5,5 millones) y Spider-Man: Lejos de casa ($4 millones).
La película ganó 43,6 millones de dólares en 15 mercados en su día de estreno, y Sony ostentaba el mejor récord del día de estreno en Corea del Sur, Reino Unido, México, Italia y Taiwán. En Corea del Sur, la película recaudó 5,28 millones de dólares en su día de estreno, superando así al día de estreno de Spider-Man: Lejos de casa en el país en más del 11% y la cifra más grande del día uno para cualquier película durante la pandemia. En el Reino Unido, la película batió el récord de taquilla de apertura de Sin tiempo para morir con £ 7,6 millones ($10,1 millones de dólares). En India, la taquilla de la película en su primer día fue de ₹32 crore a ₹34,50 crore (entre 4,2 y 4,6 millones de dólares), superando a Endgame y la película india Sooryavanshi (2021). En su fin de semana (de cinco días) de estreno, la película recaudó 340,8 millones de dólares en 60 mercados. En América Latina al 16 de enero de 2021, se convirtió en la película más taquillera de todos los tiempos en México ($72 millones USD) y la segunda más alta de todos los tiempos en Brasil ($50,4 millones USD), Centroamérica ($12,6 millones USD) y Ecuador ($7,9 millones USD). Hasta el 27 de febrero de 2022, los mercados más grandes de la película eran el Reino Unido ($127,3 millones), México ($76,2 millones), Australia ($67,9 millones), Francia ($65,2 millones) y Corea del Sur ($63,1 millones).

#### Preventa de boletos y proyecciones
Los boletos salieron a la venta a la medianoche del 29 de noviembre de 2021, y varios sitios web de boletos como Fandango y AMC Theatres colapsaron casi de inmediato debido a la gran afluencia de usuarios que intentaron comprar dichos boletos. La venta de entradas en Fandango superó a la de Black Widow (2021) en solo dos horas, y al final del día superó las ventas de entradas del primer día para Avengers: Endgame (2019), al mismo tiempo que superaba las ventas de boletos de 24 horas de Avengers: Infinity War, Star Wars: The Last Jedi, Spider-Man: Lejos de casa, Star Wars: El ascenso de Skywalker y Rogue One. No Way Home tuvo la segunda mayor venta de boletos de un día en AMC, y el CEO Adam Aron atribuyó esto a los NFT con temática de Spider-Man.
La película también estableció récords en México con $7 millones en la venta de boletos del primer día, que fue un 40% superior a Endgame. En el Reino Unido, la película vendió más que No Time to Die tres veces en el mismo período de doce días antes de su estreno, mientras que la venta de entradas en Brasil fue un 5% superior a Endgame en el mismo período. La película también superó los récords de preventa de The Rise of Skywalker en Polonia y No Time to Die en Portugal. Otros mercados con los mejores registros de preventa fueron España, Brasil y América Central.

### Crítica

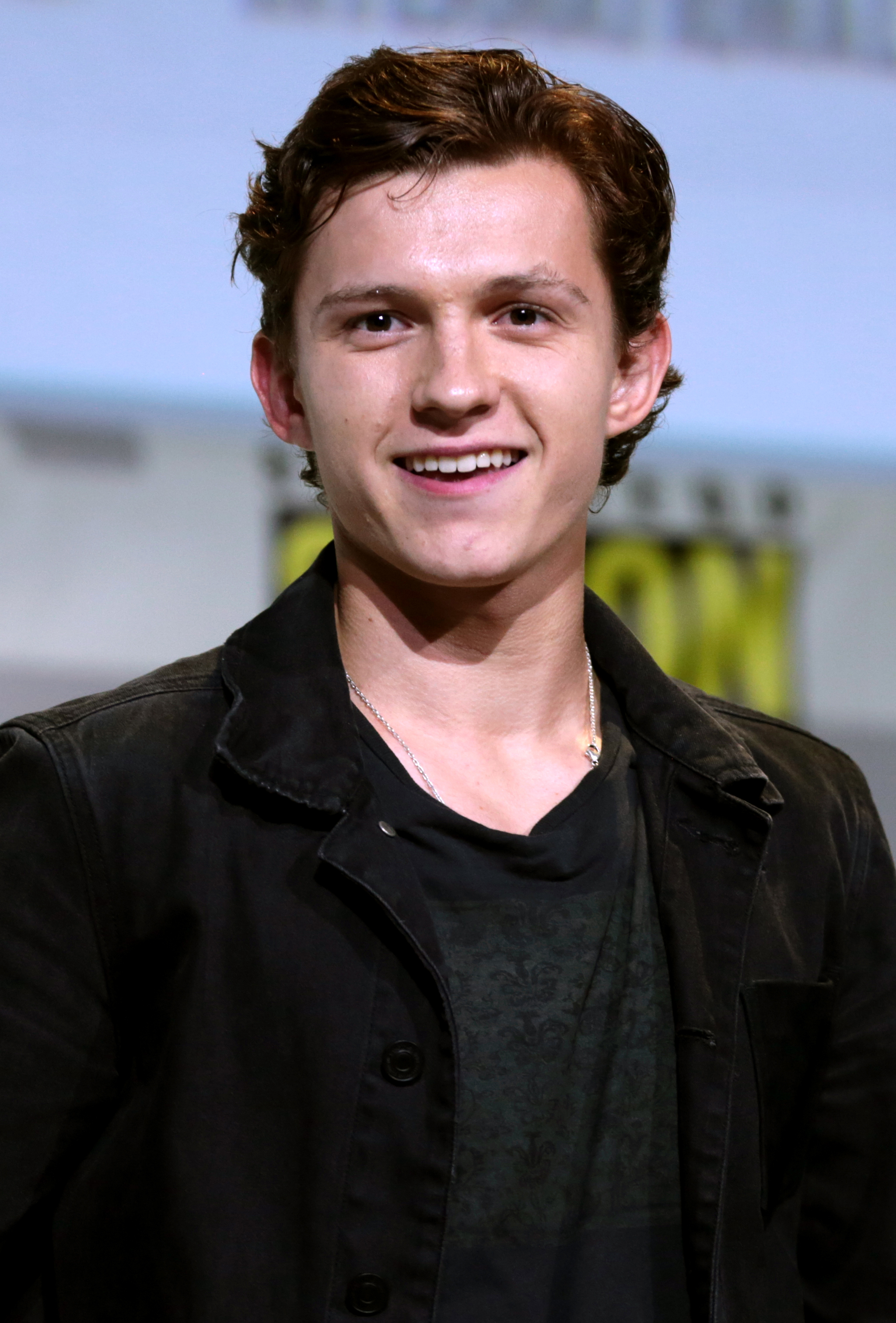
La actuación de Tom Holland como Spider-Man recibió elogios, y muchos críticos lo subrayaron como un destacado en la película.

En el sitio web de reseñas Rotten Tomatoes la película tiene un índice de aprobación del 93% sobre la base de 429 reseñas, con una calificación promedio de 7.9/10. El consenso crítico del sitio web dice: «No Way Home, una secuela de Spider-Man más grande y audaz, amplía el alcance y las apuestas de la franquicia sin perder de vista su humor y su corazón». En el sitio web Metacritic, la película tiene un puntaje promedio ponderado de 71 sobre 100, basado en 58 críticos, lo que indica «opiniones generalmente favorables». El público encuestado por CinemaScore le dio a la película una calificación poco común de A+ en una escala de A+ a F, siendo la primera película de acción en vivo de Spider-Man, la segunda película de Spider-Man y la cuarta película del UCM en general en obtener dicha puntuación, después de The Avengers (2012), Black Panther (2018) y Avengers: Endgame (2019). PostTrak informó que el 96% de los miembros de la audiencia le dio una puntuación positiva, y el 91% dijo que definitivamente la recomendaría.
Amelia Emberwing de IGN le dio a la película una puntuación de 8 sobre 10, y afirmó que su «impacto en el universo como un todo, así como los latidos emocionales generales, todos se sienten ganados» mientras elogiaba las actuaciones de Dafoe, Molina y Foxx. Pete Hammond, de Deadline Hollywood, elogió la dirección y escribió: «Holland, Zendaya y Batalon son un trío invaluable, y los diversos villanos y 'otros' que entran y salen hacen que esta película sea pura diversión del más alto nivel. Los fanáticos estarán en el cielo». Peter Debruge de Variety elogió las actuaciones de Garfield y Maguire y consideró que la película «proporciona suficiente resolución para las últimas dos décadas de aventuras de Spider-Man que el público que se haya desconectado en el camino será recompensado por darle una oportunidad». Escribiendo para Den of Geek, Don Kaye le dio a la película 4 de 5 estrellas, elogiando la cinematografía, las secuencias de acción, la química y las actuaciones del elenco, afirmando que «No Way Home canaliza todo el espectro de películas de Spider-Man mientras configura el carácter en un rumbo por fin propio». Jennifer Bisset de CNET elogió las secuencias de acción, las actuaciones, la cinematografía y los diálogos y escribió: «Casi se puede sentir la influencia de los hermanos Russo que marca el comienzo de la tercera película de Spider-Man de Holland en un territorio nuevo y de mayor peso. Si el personaje se convertirá en el próximo Tony Stark, esta es la manera de grabar algunas cicatrices más en la fachada de un héroe más interesante. Si viniste a ver la película más grande del año, definitivamente te irás satisfecho».
Kevin Maher de The Times le dio a la película 4 de 5 estrellas, diciendo que era «tan satisfactorio de ver como peligroso de discutir», y la describió como «una explosión de dinamita del posmodernismo sabelotodo que ni una sola vez abandona su centro». Benjamin Lee de The Guardian le dio a la película 3 de 5 estrellas, elogiando a Watts por «traer de vuelta a numerosos villanos de los universos anteriores de Spider-Man, entregando una aventura propulsora y hábilmente coreografiada que apaciguará a una amplia base de fans esta Navidad», pero sintiendo que el guion «carece de la efervescencia esperada, esa sensación de diversión peluda que lucha por abrirse paso a través de una trama más robótica». Kate Erbland de IndieWire le dio a la película una B–, sintiendo que el trabajo de Watts fue «satisfactorio, emocional y ocasionalmente inestable». Encontró que el guion pasaba «demasiado tiempo insistiendo en las maquinaciones de personas y planes que ya conocemos, arrojando una mala dirección y simplemente retrasando lo inevitable». John DeFore, de The Hollywood Reporter, sintió que la inclusión del «caos multiversal» abordó la «Iron Man-sificación del personaje» que hacía que las películas centradas en Holland fueran «las menos divertidas».
Brian Lowry de CNN elogió el humor de la película, escribiendo: «Lo que ya es evidente, sin embargo, es que esta película se concibió para saborearla y disfrutarla. Y en lo que se ha convertido es en un fenómeno cada vez más evasivo, eso incluirá gritos y gritos de admiradores en los cines, donde "Spider-Man" primero revelará sus secretos, y luego, lo más probable es que muestre sus piernas». Richard Roeper de Chicago Sun-Times le dio a la película 3 de 4 estrellas y elogió las actuaciones de Holland y Zendaya, escribiendo: «No hay nada nuevo o particularmente memorable sobre el CGI útil y los efectos prácticos, pero permanecen invertidos en el resultado en gran parte porque Holland sigue siendo el mejor de los Spider-Men cinematográficos, mientras que Zendaya presta corazón, inteligencia y calidez en cada momento que está en la pantalla. Seguimos apoyando a estos dos para que lo logren, incluso si el multi-verso no siempre esté de su lado». Por el contrario, Bilge Ebiri de Vulture calificó la película como «agresivamente mediocre», criticando la acción, la comedia y el guion, pero elogiando a Dafoe, describiéndolo como «una vez más se divierte modestamente con el yo dividido de su personaje», y a Garfield, llamándolo un «deleite genuino» y diciendo que la suya era la mejor interpretación de la película. Hannah Strong de Little White Lies criticó la película por el pobre desarrollo de los personajes, particularmente en lo que respecta al personaje de Peter Parker interpretado por Holland, afirmando: "Es irritante ver al mismo personaje fracasar repetidamente en aprender alguna lección o mostrar incluso un mínimo de crecimiento personal". La misma reseña también fue en general crítica de la película por priorizar el servicio a los aficionados por sobre la buena narrativa.

### Reconocimientos
| Premio                                              | Fecha de ceremonia    | Categoría                                                                        | Receptor(es) | Resultado | Ref(s)          |
| --------------------------------------------------- | --------------------- | -------------------------------------------------------------------------------- | --- | --------- | --------------- |
| San Diego Film Critics Society Awards               | 10 de enero de 2022   | Mejores efectos visuales                                                         | Spider-Man: No Way Home                                                                                                | Nominada  | [ 255 ]         |
| Austin Film Critics Association Awards              | 11 de enero de 2022   | Mejores acrobacias                                                               | Spider-Man: No Way Home                                                                                                | Nominada  | [ 256 ]         |
| Golden Tomato Awards                                | 12 de enero de 2022   | Mejor película de 2021                                                           | Spider-Man: No Way Home                                                                                                | Ganadora  | [ 257 ]         |
| Golden Tomato Awards                                | 12 de enero de 2022   | Mejor película de lanzamiento amplio de 2021                                     | Spider-Man: No Way Home                                                                                                | Ganadora  | [ 257 ]         |
| Golden Tomato Awards                                | 12 de enero de 2022   | Mejor película de cómic de 2021                                                  | Spider-Man: No Way Home                                                                                                | Ganadora  | [ 257 ]         |
| Georgia Film Critics Association Awards             | 14 de enero de 2022   | Premio Oglethorpe a la excelencia en el cine de Georgia                          | Jon Watts, Chris McKenna y Erik Sommers                                                                                | Ganadores | [ 258 ]         |
| Seattle Film Critics Society Awards                 | 17 de enero de 2022   | Mejores efectos visuales                                                         | Spider-Man: No Way Home                                                                                                | Nominada  | [ 259 ]         |
| Seattle Film Critics Society Awards                 | 17 de enero de 2022   | Villano del año                                                                  | Willem Dafoe | Nominado  | [ 259 ]         |
| Houston Film Critics Society Awards                 | 19 de enero de 2022   | Mejor coordinación de acrobacias                                                 | Spider-Man: No Way Home                                                                                                | Nominado  | [ 260 ]         |
| Set Decorators Society of America Award             | 22 de febrero de 2022 | Mejor logro en decoración – Diseño de una película de fantasía o ciencia ficción | Rosemary Brandenburg (decoración de escenario) y Darren Gilford (diseño de producción)                                 | Nominado  | [ 261 ]         |
| Advanced Imaging Society Lumiere Awards             | 4 de marzo de 2022    | Governor’s Cinema Award                                                          | Spider-Man: No Way Home                                                                                                | Ganador   | [ 262 ]         |
| Latino Entertainment Journalists Association Awards | 6 de marzo de 2022    | Mejores efectos visuales                                                         | Spider-Man: No Way Home                                                                                                | Nominado  | [ 263 ]         |
| Latino Entertainment Journalists Association Awards | 6 de marzo de 2022    | Mejor diseño de acrobacias                                                       | Spider-Man: No Way Home                                                                                                | Nominado  | [ 263 ]         |
| Visual Effects Society Awards                       | 8 de marzo de 2022    | Mejores efectos visuales en una película                                         | Kelly Port, Julia Neighly, Chris Waegner, Scott Edelstein y Dan Sudick                                                 | Nominados | [ 264 ] [ 265 ] |
| Visual Effects Society Awards                       | 8 de marzo de 2022    | Mejor entorno creado en una película                                             | «The Mirror Dimension» – Eric Le Dieu de Ville, Thomas Dotheij, Ryan Olliffe y Claire Le Teuff                         | Ganadores | [ 264 ] [ 265 ] |
| Visual Effects Society Awards                       | 8 de marzo de 2022    | Mejor composición e iluminación en una película                                  | «Liberty Island Battle & Christmas Swing Finale» – Zac Campbell, Frida Nerdal, Louis Corr y Kelvin Yee                 | Nominados | [ 264 ] [ 265 ] |
| Costume Designers Guild Awards                      | 9 de marzo de 2022    | Excelencia en cine de ciencia ficción/fantasía                                   | Sanja M. Hays | Nominado  | [ 266 ]         |
| MPSE Golden Reel Awards                             | 13 de marzo de 2022   | Mejor edición de sonido y efectos especiales                                     | Spider-Man: No Way Home – Steven Ticknor y Anthony Lamberti                                                            | Nominados | [ 267 ]         |
| Gold Derby Film Awards                              | 16 de marzo de 2022   | Mejores efectos visuales                                                         | Spider-Man: No Way Home — Kelly Port, Chris Waegner, Scott Edelstein y Daniel Sudick                                   | Nominado  | [ 268 ]         |
| Critics' Choice Super Awards                        | 17 de marzo de 2022   | Mejor película de superhéroes                                                    | Spider-Man: No Way Home                                                                                                | Ganador   | [ 269 ] [ 270 ] |
| Critics' Choice Super Awards                        | 17 de marzo de 2022   | Mejor actor en una película de superhéroes                                       | Andrew Garfield | Ganador   | [ 269 ] [ 270 ] |
| Critics' Choice Super Awards                        | 17 de marzo de 2022   | Mejor actor en una película de superhéroes                                       | Tom Holland | Nominado  | [ 269 ] [ 270 ] |
| Critics' Choice Super Awards                        | 17 de marzo de 2022   | Mejor actriz en una película se superhéroes                                      | Zendaya | Nominada  | [ 269 ] [ 270 ] |
| Critics' Choice Super Awards                        | 17 de marzo de 2022   | Mejor villano en una película                                                    | Willem Dafoe | Ganador   | [ 269 ] [ 270 ] |
| Cinema Audio Society Awards                         | 19 de marzo de 2022   | Película de acción en vivo                                                       | Spider-Man: No Way Home – Willie Burton, Kevin O’Connell, Tony Lamberti, Warren Brown, Howard London y Randy K. Singer | Nominados | [ 271 ]         |
| Artios Awards                                       | 23 de marzo de 2022   | El premio Zeitgeist                                                              | Sarah Halley Finn, Chase Paris, Tara Feldstein Bennett y Molly Doyle                                                   | Ganadores | [ 272 ]         |
| ICG Publicists Guild Awards                         | 25 de marzo de 2022   | Premio Maxwell Weinberg - Mejor campaña de marketing de publicidad               | Spider-Man: No Way Home                                                                                                | Ganador   | [ 273 ]         |
| Premios Óscar                                       | 27 de marzo de 2022   | Mejores efectos visuales                                                         | Kelly Port, Chris Waegner, Scott Edelstein y Dan Sudick                                                                | Nominados | [ 274 ]         |
| Nickelodeon Kids' Choice Awards                     | 9 de abril de 2022    | Película favorita                                                                | Spider-Man: No Way Home                                                                                                | Ganador   | [ 275 ]         |
| Nickelodeon Kids' Choice Awards                     | 9 de abril de 2022    | Actor favorito en película                                                       | Tom Holland | Ganador   | [ 275 ]         |
| Nickelodeon Kids' Choice Awards                     | 9 de abril de 2022    | Actriz favorita en película                                                      | Zendaya | Ganadora  | [ 275 ]         |

No Way Home fue nominada para un Premio de la Academia, tres premios de la Sociedad de Efectos Visuales (ganando uno), un premio del Gremio de diseñadores de Vestuario, un premio Golden Reel, tres Nickelodeon Kids' Choice Awards (ganando todos), cinco Critics' Choice Super Awards (ganando tres), y nueve premios Saturn (ganando uno), entre otros. La película fue descalificada de la consideración de los 75° Premios de Cine de la Academia Británica porque no estaba disponible en el servicio de streaming de BAFTA, supuestamente debido a que en Sony estaban preocupados por la piratería. Como parte de la ceremonia del concurso «Oscars Fan Favorite» (Favorita de los Aficionados), la escena de los tres Spider-Men que formando equipo fueron uno de los cinco finalistas del «Oscars Cheer Moment» (Momento de alegría), y la película fue la favorita para ganar el concurso de cine «Fan Favourite» (Favorito de los Aficionados) según una encuesta de Morning Consult. Terminó estando de segundo y cuarto, respectivamente.

## Futuro
Para agosto de 2019, se estaba desarrollando una cuarta película de la franquicia junto con No Way Home. En febrero de 2021, Holland dijo que si bien No Way Home era la última película bajo su contrato con Marvel y Sony, esperaba seguir interpretando a Spider-Man en el futuro si se le pedía. En octubre del mismo año, Holland dijo que No Way Home fue tratado como «el final de una franquicia» que comenzó con Spider-Man: Homecoming, y que cualquier película en solitario adicional con los personajes del Spider-Man del UCM sería diferente de esta trilogía de películas, construyendo «algo diferente» con un cambio tonal. El mes siguiente, Holland dijo que no estaba seguro de si debía continuar haciendo películas de Spider-Man y dijo que esperaba que una película se centrara en Miles Morales en lugar de Peter Parker, y que seguir interpretando al personaje en sus treinta podría ser una señal de que había "hecho algo mal". A pesar de esto, la productora Amy Pascal declaró que esperaba seguir trabajando con Holland en futuras películas de Spider-Man. Más tarde, en noviembre, Pascal dijo que había planes para otra trilogía de películas de Spider-Man protagonizada por Holland, con el desarrollo de la primera a punto de comenzar, aunque Sony aún no tenía planes oficiales para más películas del Spider-Man del UCM.
Feige confirmó en diciembre de 2021 que él y Pascal, junto con Sony y Disney, estaban comenzando activamente a desarrollar la historia de la próxima película de Spider-Man luego de la "trascendental decisión" de Parker en No Way Home, y prometió que la asociación entre Sony y Disney no volvería a fallar como lo hizo durante el desarrollo de No Way Home. En abril de 2022, tras la salida de Watts como director de la próxima película, Fantastic Four de Marvel Studios para tomarse un descanso de las películas de gran éxito, Deadline Hollywood informó que Sony todavía esperaba que Watts (junto con Holland y Zendaya) finalmente regresaran para la próxima película de Spider-Man. Feige dijo en febrero de 2023 que tenían una historia para la película con "grandes ideas" y que los escritores habían comenzado a trabajar en ella. Pascal dijo a fines de mayo que la película aún estaba en desarrollo, pero que el trabajo se suspendió debido a la huelga del Gremio de Escritores de Estados Unidos de 2023, que comenzó a principios de ese mes, y que el trabajo se reanudaría después de la huelga. En ese momento, Holland reiteró que la película se encontraba en las primeras etapas de desarrollo y que había participado en reuniones al respecto, que también se suspendieron debido a la huelga de escritores. En noviembre de 2023, Holland volvió a señalar que formaba parte de las discusiones en torno a la película y reiteró su deseo de regresar solo si "haría justicia al personaje". Destin Daniel Cretton, quien dirigió la película del MCU, Shang-Chi y la leyenda de los Diez Anillos (2021), estaba en conversaciones preliminares para dirigir la secuela en septiembre de 2024. El mes siguiente, Holland dijo que el rodaje comenzaría a mediados de 2025, y que la película estaba programada para estrenarse el 24 de julio de 2026. Se confirmó la contratación de Cretton como director.